# NGC 5414
NGC 5414 је галаксија у сазвежђу Волар која се налази на NGC листи објеката дубоког неба.
Деклинација објекта је + 9° 55' 46" а ректасцензија 14h 2m 3,5s. Привидна величина (магнитуда) објекта NGC 5414 износи 12,8 а фотографска магнитуда 13,8. NGC 5414 је још познат и под ознакама UGC 8942, MCG 2-36-13, MK 800, CGCG 74-50, IRAS 13595+1010, PGC 49976.